# Zlatorog

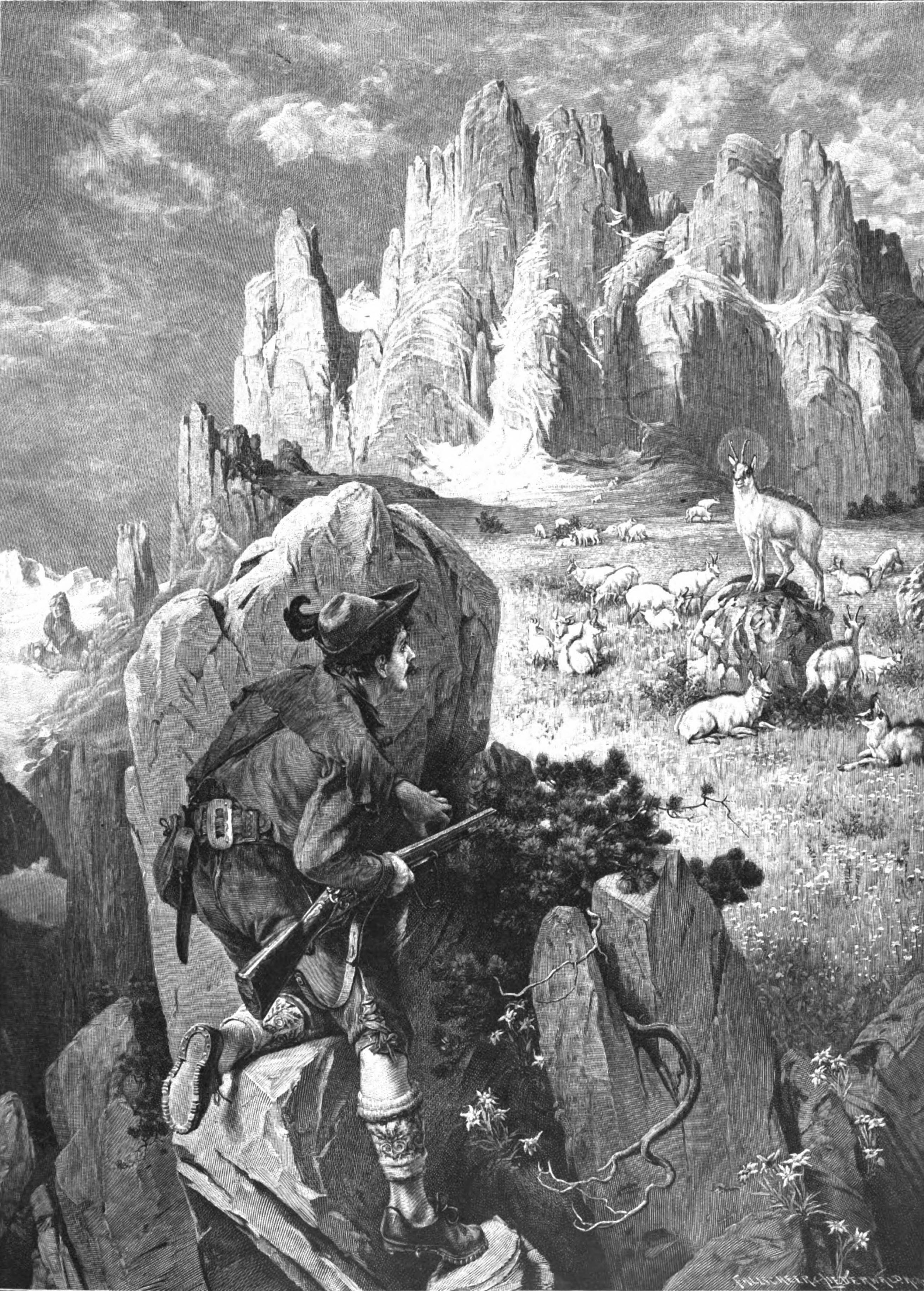
Zlatorog

Zlatorog (deutsch: Goldhorn) ist eine Sagengestalt aus den slowenischen Alpen.
Im Triglav-Gebiet hat die Sage vom wilden weißen Gamsbock Zlatorog ihren Ursprung. Er hatte goldene Hörner, besaß hoch oben am Triglav einen Garten und war Hüter eines verborgenen Schatzes. Als sich ein habgieriger Jäger des Schatzes bemächtigen wollte, schlich er sich an Zlatorog an und erschoss ihn. Aus dem Blut des getöteten Gamsbocks wuchs auf der Stelle eine Wunderblume, die Zlatorog das Leben zurückgab. In rasender Wut tötete Zlatorog den Übeltäter. Hernach zerstörte er seinen Gebirgsgarten und ward nie mehr gesehen.
Diese Sage machte Rudolf Baumbach (1840–1905) zur Grundlage seines bekannten Versepos, das 1877 veröffentlicht wurde. Die Dichterin Camilla Lucerna (1868–1963) bearbeitete das Epos zu einem Singspiel, zu dem ihr Bruder, der Komponist Eduard Lucerna (1869–1944), die Musik komponierte. Von dem Komponisten Albert Thierfelder (1846–1924) stammt eine um 1885 entstandene Vertonung des Zlatorog-Stoffes für Chor, Solisten und Orchester. Die Textgrundlage bildet auch hier das Versepos von Rudolf Baumbach. 
Eine weitere Oper mit demselben Sujet komponierte Viktor Parma.
Heute ist Zlatorog das Markenzeichen der slowenischen Biermarke Laško.